# El Paso (Hiszpania)
El Paso – gmina w Hiszpanii, w prowincji Santa Cruz de Tenerife, we wspólnocie autonomicznej Wysp Kanaryjskich, o powierzchni 135,92 km². W 2011 roku gmina liczyła 7874 mieszkańców.